# Ponte Sampaio
Ponte Sampaio (oficialmente Santa Maria de Ponte Sampaio em galego; em castelhano: Puente Sampayo) é uma paróquia civil da Galiza, Espanha, que faz parte do município de Pontevedra. Tem 11,5 km² de área e em 2008 tinha 1 111 habitantes (densidade: 96,6 hab./km²).
Foi um município (concello em galego) independente, que era composto por duas paróquias: Ponte Sampaio e A Canicouva, que foi integrado no concelho de Pontevedra nos anos 1950. A ilha da Insuíña, na ria de Vigo, faz parte da paróquia de Ponte Sampaio.
Situa-se a pouco mais de 12 km de Pontevedra.

## Etimologia e história
A paróquia deve o seu nome à ponte que a une à antiga província de Tui através da paróquia de Arcade, onde foi travada uma batalha contra as tropas napoleónicas francesas em 7 e 8 de junho de 1809, que ficou conhecida como a batalha de Ponte Sampaio, decisiva na Guerra da Independência Espanhola, e que pôs fim a cinco meses de ocupação francesa. A batalha é também conhecida como a Muinheira de Ponte Sampaio, a música que se supõe ter sido tocada durante os combates que tiveram lugar nas margens do rio Verdugo.

## Locais de interesse
A paróquia é atravessada pelo Caminho Português de Santiago, que cruza o rio Verdugo por uma ponte de dez arcos semicirculares, que liga a paróquia a Arcade, no concelho de Soutomaior. Apesar da origem da ponte ser romana, a construção que existe atualmente é medieval. Nas proximidades encontra-se um praia fluvial e vários miradouros com vistas para a ria de Vigo.
A igreja românica de Santa Maria de Ponte Sampaio, data do século XIII. No lugar de Canos da Laxe ("canos de pedra") há uma ponte medieval sobre o rio Ulló e uma dezena de moinhos de água tradicionais, destruídos, como a ponte, durante as cheiras de 2006/2007. Há alguns vestígios arqueológicos importantes, como inscrições rupestres no monte de Chan da Cruz ("chão da cruz"), um castro prérromano e trechos de calçada romana. Uma das peças arqueológicas encontradas na paróquia é um machado da Idade do Bronze.
No lugar de Rañadoiro encontra-se um aqueduto conhecido como "O Paredón", uma curiosa acéquia de pedra destinado ao regadio dos campos. No centro da aldeia encontra-se o Cruzeiro da Bica, em pedra policromada que na Semana Santa é decorado com um dossel roxo. Ao lado situa-se a antiga escola unitária, atualmente reabilitada como centro cultural, que era frequentada pelas crianças de Rañadoiro, Vilar e Acevedo. As festas de Rañadoiro são em honra da padroeira, Nossa Senhora do Rosário.
Em Acevedo destaca-se um cruzeiro ("A Cruz"), construído sobre um antigo petróglifo, a capela de São José da Landreira ou de Largavista, as ruínas de uma casa solarenga, uma fonte monumental, cinco moinhos de água alinhados do rio dos Muíños, nomeadamente o chamado Muíño de Riba, com a sua caraterística cuba cilíndrica e o aqueduto que conduz a água até ela. De referir também a Pedra dos Ladróns, um esconderijo onde, segundo a tradição local, se escondiam os perseguidos em várias guerras. Na aldeia há casas datadas de 1610. O padroeiro é São Roque.
Vilar é uma pequena aldeia onde se pode admirar o trabalho das distintas gerações de canteiros nas diversas casas. O padroeiro é Santo António de Pádua.
A Canicouva tem vários locais interessantes, como a igreja de Santo Estêvão (Santo Estevo), a chamada "Cama de Santo Estevo", um sepulcro provavelmente medieval, escavado na rocha e com supostas propriedade taumatúrgicas. Do cimo do Coto das Forcadas e do alto de Pedra Miranda as vistas são esplêndidas. O padroeiro é Santo Estêvão.